# Cormelles-le-Royal
Cormelles-le-Royal település Franciaországban, Calvados megyében. Lakosainak száma 5273 fő (2022. január 1.). Cormelles-le-Royal Caen, Grentheville, Ifs és Mondeville községekkel határos.

## Népesség
A település népességének változása:
| Lakosok száma | 1862 | 3442 | 4604 | 4452 | 4807 | 4829 | 4898 | 4957 | 5093 | 5273 |
|               | 1968 | 1982 | 1990 | 2006 | 2013 | 2015 | 2017 | 2019 | 2020 | 2022 |